# K-3 (fuzil)
O K-3 é um fuzil de assalto bullpup armênio com câmara para munição 5,45×39mm com um sistema de fogo seletivo, selecionando entre modo semiautomático, modo rajada e modo automático. Pouco se sabe sobre a produção e variantes destas armas de fogo, pois a sua produção é velada em segredo, mas é evidente que estão sendo utilizadas pelas Forças Especiais Armênias, como foi exibido na parada militar de 2006. Uma nova variante do K-3 foi revelada ao público quase uma década após sua estreia.

## Projeto
Apresentado pela primeira vez em outubro de 1996, o fuzil de assalto K-3 5,45 mm é baseado na ação Kalashnikov, reconfigurado em um layout bullpup. As origens do projeto permaneceram um mistério, mas houve relatos de que o K-3 foi baseado em um único protótipo produzido sob a União Soviética durante o final dos anos 1980 ou início dos anos 1990. Em outubro de 1996, mais de 40 exemplares do K-3 foram fabricados na Armênia, embora a produção em série ainda tivesse entrado na produção em massa.
Concebido pelo Departamento Industrial Militar do Ministério da Defesa da Armênia, o K-3 foi produzido na forma básica de mira de ferro, com opção de montagem de mira telescópica PSO-1 ×4 padrão, também produzida na Armênia.
Diz-se que o K-3 herda todas as vantagens do AK-74 em termos de durabilidade e poder de fogo. No entanto, o K-3 substitui o AK-74 em termos de minimização de recuo, precisão, ergonomia, equilíbrio e mobilidade.
Devido à posição de sua janela de ejeção, o K-3 só pode ser disparado com a mão direita.
A boca do cano possui um acessório que permite o disparo de granadas de bocal. A nova versão do K-3 permite disparar granadas sem a necessidade de acessórios separados - a granada pode ser disparada simplesmente colocando-a no cano. A maior parte da mobília é de plástico rígido à base de náilon, assim como o carregador de cofre curvo de 30 cartuchos, baseado no da série de fuzis AK-74.